# Klamath (řeka)
Klamath (karucky Ishkéesh, klamathsky Koke, jurocky Hehlkeek 'We-Roy) je 423 km dlouhá řeka protékající státy Oregon a severní částí Kalifornie a Kaskádové pohoří a vlévající se v Kalifornii do Tichého oceánu.
Z hlediska průměrného průtoku je Klamath po Sacramentu druhou největší kalifornskou řekou. Její povodí, zabírající plochu asi 41 000 km² se táhne od pouští Velké pánve až do mírných deštných pralesů na pobřeží Pacifiku. V údolích na horním toku se kdysi nacházely rozsáhlé sladkovodní bažiny, které skýtaly útočiště obrovskému množství fauny i flóry včetně milionů stěhovavých ptáků. Dnes je toto území využíváno zemědělsky, zatímco hornatý dolní tok si zachoval svou divokost. Právě pro svoje neobvyklé geografické uspořádání byla Klamath nazvána National Geographic Society „řekou vzhůru nohama“.
Z hlediska rybí migrace je Klamath nejdůležitější pobřežní řekou na jih od Columbie. Ve srovnání s jinými řekami regionu Pacific Northwest jsou místní lososi a pstruzi adaptováni na neobvykle vysokou teplotu vody a kyselost. Obrovské množství ryb bylo obživou původních indiánských kmenů, které povodí Klamathu osídlily již před 7000 lety. Prvními Evropany, kteří spatřili Klamath, byli ve 20. letech 19. století lovci a obchodníci s kožešinami ze Společnosti Hudsonova zálivu. Ti také začali používat stezku zvanou "Siskiyou Trail", vedoucí podél řek Klamath a Trininty až do údolí Sacramento Valley (tato trasa byla samozřejmě využívána už původními obyvateli oblasti). Po několika dekádách osidlování území bílými osadníky byla většina indiánů vytlačena do rezervací.
Ke konci Kalifornské zlaté horečky začalo na Klamathu a jeho přítocích operovat množství zlatokopů. Na velkých jezerech na horním toku řeky fungovaly krátce parníky, ty byly ale ke konci 19. století nahrazeny železnicí. V 19. a 20. století začal být horní tok velmi intenzivně zemědělsky využíván a k zajištění dostatku vody na zavlažování bylo na řece vybudováno množství přehrad. V 60. letech minulého století začaly vznikat plány na zahrnutí řeky do většího záměru na vodní zásobování Centrálního údolí, ty ovšem nebyly nikdy realizovány.
Vzhledem k tomu, že se na Klamathu vyskytují jak delší klidné úseky tak i vynikající peřeje, je velmi oblíbenou rekreační řekou. Kvůli přehradám na horním toku však není kvalita vody v dolní polovině řeky příliš valná. Ekologické skupiny a indiánské kmeny, které částečně stále žijí kolem řeky, proto navrhují rozsáhlejší změny vodního režimu na řece, do nichž spadá i odstranění některých přehrad za účelem zlepšení rybí migrace.